# 小浜八弥
小浜 八弥（おばま はちや、1891年（明治24年）12月8日 - 1973年（昭和48年）4月6日）は、日本の農林官僚。官選静岡県知事、農林次官。旧姓・稲富。

## 経歴
佐賀県出身。稲富正六の二男として生まれ、小浜又吉の養子となる。第一高等学校を卒業。1917年3月、東京帝国大学法科大学政治学科を卒業。同年4月、農商務省に入省し農商務属となり農務局に配属。同年10月、文官高等試験行政科試験に合格した。
1918年7月、臨時産業調査局事務官・第一部勤務となる。以後、農務局事務官、農商務事務官、農林事務官、兼農林書記官・農務局副業課長、水産局漁政課長、農務局農政課長、大臣官房文書課長、農林省農務局長、内閣調査局調査官などを歴任し、1937年5月、農林省農務局長に再任された。
1939年4月、静岡県知事となる。戦時下の食糧対策などに尽力。1942年1月に知事を退任。戦後、1946年1月、農林次官に就任し、同年5月まで在任。同年9月から1950年10月まで公職追放となった。1964年12月から1967年12月まで漁業共済基金理事長を務めた。

## 著作
- 『農地調整法の解説』農林書房、1938年。
- 戸嶋芳雄共著『農地調整法令解説』農業と水産社、1938年。

## 親族
- 妻 小浜亀子（道家斉の娘）

## 栄典
- 1940年（昭和15年）8月15日 - 紀元二千六百年祝典記念章[3]